# Empis cuneipennis
Empis cuneipennis är en tvåvingeart som beskrevs av Mario Bezzi 1899. Empis cuneipennis ingår i släktet Empis och familjen dansflugor. Inga underarter finns listade i Catalogue of Life.